# Пълдин (компютър)
„Пълдин“ са български микрокомпютри, произвеждани в Завода за сензори и сензорни устройства (ЗССУ) в Пловдив от 1988 до 1992 г.

## История
През 1986 г. НИИС към Българската телекомуникационна компания разработва прототип на компютър с квазисензорна клавиатура и ецвана метална кутия под името PGC6400. Разработката е финансирана по линия на ТНТМ и е извършена от н.с. Ясен Диамандиев, н.с. Мария Бърдарова и колектив. Представен е на международния Пловдивски панаир същата година. Предполагало се е да бъде използван като концентратор на данни от измервателна апаратура, работеща в некабинетна среда. На панаира директорът на ЗССУ предлага на ръководството на НИИС да произвежда този компютър, след което се сключва договор между ЗССУ и НИИС на стойност 100 000 лв.
ЗССУ се обръща към Държавния комитет за наука и технически прогрес (ДКНТП) за намиране на партньори и ДКНТП свързва ЗССУ с НИПЛ „Програмно осигуряване“. Това е малко предприятие към Софийския университет, създадено в края на 1984 година, хронологически първото юридическо лице – небюджетно предприятие в системата на висшето образование в България.
ЗССУ и НИПЛ „Програмно осигуряване“ се договарят да разработят съвместно компютъра и системния софтуер. За целта двете предприятия създават сдружение „АБАКУС“. Търговското наименование на новия компютър „ПЪЛДИН“ – старо име на Пловдив – е собственост на сдружението.

## Изпълнение
ЗССУ поема конструктивното и технологическо проектиране, както и производството. Проектната група се ръководи от директора Славей Папачев. Водещи специалисти са инженерите Георги Гинов, Венцислав Гатев, Светлозар Пейчинов, Спас Георгиев.
НИПЛ „Програмно осигуряване“ поема функционалното проектиране на компютъра и цялостно създаване на системния софтуер. Проектната група се ръководи от директора к.т.н. Недялко Тодоров. Водещи специалисти са Орлин Шопов, Иво Ненов, Георги Петров, Димитър Георгиев, Тодор Тодоров, Леонид Калев.
С бързи темпове е създаден първият модел „ПЪЛДИН 601“. Той е проектиран за две основни приложения – за учебни цели и за управление на прибори и механизми. За да се осигури възможно най-широк пазар, се възприема интерфейс, сходен с продуктите за MS DOS и се осигурява файлова съвместимост с тях.
Пакетът системни програмни продукти, върху които НИПЛ „Програмно осигуряване“ запазва пълни права, включва (продукт – автори):
- UniBIOS (Иво Ненов, Орлин Шопов, Леонид Калев, Георги Петров, Иван Горинов)
- UniDIAGNOSTICS	(Орлин Шопов)
- UniDOS	(Иво Ненов, Орлин Шопов, Иван Горинов)
- UniED	(Димитър Георгиев, Георги Петров)
- UniASM	 (Тодор Тодоров)
- UniCROSS 	(Иво Ненов)
- UniPASCAL	(Георги Петров)
- UniBASIC	 (Тодор Тодоров, Георги Петров)

Компютърът „ПЪЛДИН“ е първият български патентно чист компютър със защитени авторски права за България, както върху апаратната част, така и върху системното програмно осигуряване.

## Износ за СССР
Производството и износът за СССР започват през 1989 г.
За да осигури приложни програмни продукти за „ПЪЛДИН“ според изискванията на съветския пазар, НИПЛ „Програмно осигуряване“ създава съвместно предприятие „ТРИАДА“. Учредители са:
- НИПЛ „Програмно осигуряване“ с директор Недялко Тодоров, който е и председател на СД;
- НИИ Автоматики и Электро-Механики АН СССР (гр. Томск) с директор чл. кор. Владимир Тарасенко;
- Главинформцентр към Донецкия областен съвет (гр. Донецк) с директор Вениамин Амитан.

Разработката на приложни програмни продукти за учебни и промишлени цели се концентрира в специално създадено предприятие Малое ГП „КЦ-БИТ“ (Томск). Дейността се ръководи от Семен Захарович Ямпольский (директор), Сергей Николаевич Угорелов, Владимир Кручинин.
В периода 1988 – 1992 са произведени и продадени в СССР повече от 35 000 компютри от различните модели на „ПЪЛДИН“.
В началото на 1992 г. НИПЛ „Програмно осигуряване“ започва подготовка на проект за създаване на 32-битов модел на „ПЪЛДИН“ (идеята е да се използва MC68000, който е 32-битов процесор).
Производството на компютъра и развитието на проекта като цяло са прекратени през 1992 г. поради прекратяване на клиринговите плащания между България и СССР.

## Произвеждани модели
- Пълдин – 601
- Пълдин – 601У
- Пълдин – 601А
- Пълдин – 601М
- Пълдин – 601Т

Основните разлики във версиите са възможностите на видеоконтролера.

## Технически характеристики
- ОЗУ/ПЗУ (RAM/ROM) – 64/68 kiB;
- Процесор – CM601 (аналог на MC6800)/1 MHz;
- Разделителна способност в графичен режим – 320х200 px;
- ОС – UNI-DOS;
- Размери – 360x255x93 mm;
- Тегло – 3,5 kg;